# Наукова журналістика
Наукова журналістика — область журналістики, яка використовується для створення інформації на наукові теми. У загальному вигляді наукова журналістика розглядається як «переклад» наукового дослідження з наукової мови на звичайну без спотворення сенсу. До наукової також відносять медичну та екологічну журналістику.
Перше завдання наукового журналіста полягає в обробці дуже докладної, специфічної, і часто завантажену науковими термінами інформацію, зібрану вченими, у таку форму, аби звичайний споживач ЗМІ міг її зрозуміти і оцінити, в той час як інформація все ще передається точно. Наукові журналісти часто мають поглиблену підготовку з конкретних наукових дисциплін, які вони охоплюють — вони були вченими та лікарями, перш ніж стати журналістами — або, принаймні, проявили талант в описі наукових тем.
В останні роки обсяг наукових новин разом з наукою швидко зріс, відіграючи все більш центральну роль у житті суспільства, і взаємодія між науковими колами та засобами масової інформації посилилася. Відмінності між методологіями цих двох «стовпів» сучасного суспільства, зокрема свої власні шляхи розвитку їх реальності, призводить до деяких труднощів . Журналістика, як правило, має більш сильний ухил у бік сенсаційності і спекулятивних теорій, ніж наука, тоді як наука приділяє більше уваги фактам і емпіричним оцінкам.
Правила наукової журналістики були викладені Ломоносовим у творі «Міркування про обов'язки журналістів при викладі ними творів, призначене для підтримки свободи філософії».

## див. також
- Академія наук (журналістський проєкт)